# Alfred Hanemann

Alfred Hanemann

Alfred Wilhelm Carl Hanemann (* 6. August 1872 in Rastatt; † 2. Februar 1957 in Hinterzarten) war ein deutscher Jurist und Politiker (DNVP).

## Leben
Nach dem Volksschulabschluss, dem Besuch des Gymnasiums in Rastatt und dem Abitur 1891 am Gymnasium in Mannheim nahm der Buchhändlerssohn Hanemann ein Studium der Rechtswissenschaft an den Universitäten in Heidelberg und München auf, das er mit beiden juristischen Staatsexamen sowie 1895 mit der Promotion zum Dr. jur. beendete. Anschließend trat er als Rechtspraktikant in den badischen Justizdienst ein. Er war ab 1898 Referendar, wurde 1900 Amtsrichter und wirkte in den folgenden drei Jahren als Richter und Bezirkshauptmann in Deutsch-Südwestafrika. Nach seiner Rückkehr war er von 1903 bis 1920 als Oberamtsrichter und Landgerichtsrat in Mannheim tätig. Von 1914 bis 1918 nahm er als Soldat der Feldartillerie am Ersten Weltkrieg teil, zuletzt als Major der Landwehr.
Hanemann war 1920/21 als Oberlandesgerichtsrat in Karlsruhe tätig und wirkte gleichzeitig als Hilfsarbeiter bei der Reichsanwaltschaft am Reichsgericht in Leipzig. Er war ab 1921 Landgerichtsdirektor und wurde später zum Präsidenten des Landgerichtes Mannheim ernannt. In den 1930er-Jahren war er Vorsitzender des Sondergerichtes zur Ausschaltung politischer Gegner. 1937 trat er in den Ruhestand.

## Politik
Während der Zeit der Weimarer Republik war Hanemann Mitglied der DNVP und des Stahlhelms. Zum 1. Oktober 1933 trat er in die NSDAP ein (Mitgliedsnummer 2.090.248). Nach Kriegsende wurde Hanemann 1948 nach einem Spruchkammerverfahren als Mitläufer eingestuft, seine Versorgungsbezüge blieben unangetastet.

### Abgeordneter
Hanemann war von 1921 bis 1924 Mitglied des Badischen Landtages. Bei der Reichstagswahl im Mai 1924 wurde er in den Deutschen Reichstag gewählt, dem er bis November 1933 angehörte. Im Parlament vertrat er zeitweise den Wahlkreis Baden.